# Stremo
Stremo war ein Flächenmaß in Patras und im Gebiet Morea. Das Maß war das einzige, das sich auf der Halbinsel Peloponnes durchgesetzt hatte.
- 1 Stremo = 25 Quadratschritt = 125,09 Pariser Quadrat-Fuß = 132 1/6 Quadrat-Fuß (Wiener)  
  - = mit 1 Wiener Quadrat-Fuß = 0,099921 Quadratmeter = 13,206 Quadratmeter
  - = mit 1 Pariser Quadrat-Fuß = 0,105521 Quadratmeter[1] = 13,1996 Quadratmeter